# الیاس دانشور
الیاس دانشور (زادهٔ ۱۳۱۹) سرتیپ ستاد و سومین فرمانده ژاندارمری ایران از ۱۵ اردیبهشت ۱۳۵۸ تا ۲۸ اسفند همان سال بود.

## فرماندهی ژاندارمری
سرتیپ دانشور در ۱۵ اردیبهشت ماه ۱۳۵۸ بعد از استعفای سرتیپ عزت‌الله ممتاز از طرف احمد صدر حاج سید جوادی وزیر کشور وقت دولت موقت به سمت فرمانده ژاندارمری انتخاب می‌شود و در ۲۸ اسفند ماه همان سال جای خود را به سرتیپ قاسمعلی ظهیرنژاد می‌دهد.